# 262418 Samofalov
262418 Samofalov è un asteroide della fascia principale. Scoperto nel 2006, presenta un'orbita caratterizzata da un semiasse maggiore pari a 2,3340188 UA e da un'eccentricità di 0,1451740, inclinata di 6,24362° rispetto all'eclittica.
L'asteroide era stato inizialmente battezzato 262418 Edudeldon per poi essere corretto nella denominazione attuale. L'eponimo venne poi attribuito all'asteroide 239890 Edudeldon.
Inoltre l'eponimo Samofalov era stato inizialmente assegnato a 181241 Dipasquale che ricevette poi l'attuale denominazione.
L'asteroide è dedicato al musicista ucraino Viacheslav Samofalov.